# Inga Wedel-Hansson
Ester Ingegerd (Inga) Wedel-Hansson, född 4 maj 1901 i Göteborg, död där 17 februari 1996, var en svensk textilkonstnär.
Hon var dotter till verkmästaren Nils Wedel och Hulda Fredrika Kylén och från 1937 gift med apotekaren Amandus Hansson samt syster till Nils Wedel. Hon studerade vid Slöjdföreningens skola i Göteborg 1916–1920 och arbetade efter studierna för Märta Måås-Fjetterström och auskulterade Handarbetets vänner i Stockholm 1924. Från mitten av 1920-talet och fram till 1930 genomförde hon ett flertal studieresor till England, Tyskland, Italien, Belgien och Frankrike. Hon tilldelades Svenska slöjdföreningens stipendium 1924 och 1929. Wedel var anställd som konstnärlig ledare för Bohusslöjd 1937–1942. Tillsammans med Karna och Betty Asker ställde hon ut på Röhsska konstslöjdmuseet i Göteborg 1929 som följdes av en utställning på samma institution tillsammans med Louise Adelborg 1930. Tillsammans med Alice och Nils Wedel ställde hon ut på Malmö rådhus 1937. För Waldorf Asoria Hotel i New York utförde hon 1932 ett antal mattor samt mattor till Skandinaviska bankens styrelserum i Göteborg. Till Göteborgs konserthus utförde hon 1935 draperiuppsättningar och mattor samt textilier för Vattenfallsstyrelsen i Stockholm. Vid byggandet av M/S Stockholm 1935 var hon inkopplad som textil konsult och fick till fartyget utföra ett flertal mattor. Hon har dessutom i samarbete med Selma Nikolina Johansson  utfört ett antal mattor, antependier och mässhakar till ett flertal kyrkor i Västsverige.
Författaren och journalisten Kristian Wedel är barnbarn till Inga Wedel-Hansson.